# Sierra de Gúdar
La sierra de Gúdar es una serranía española de la Cordillera Ibérica situada en la provincia de Teruel (Aragón). El municipio de Gúdar —que da nombre a la sierra— se encuentra en el piedemonte de la misma, muy cerca de Valdelinares y su estación de esquí.

## Descripción
Emplazada en el sector central del Maestrazgo turolense, en la sierra de Gúdar se encuentran las cumbres más altas de este sector —pico de Peñarroya con 2028 m de altitud— Está constituida por un amplio domo de calizas y areniscas cretácicas con una orientación de norte-sur, fragmentado por la red fluvial que fluye hacia el Alfambra, Linares y Mijares.
Su borde occidental muestra el afloramiento de materiales triásicos y jurásicos mientras que la parte interna se caracteriza por un predominio de las formas estructurales tabulares modeladas en las calizas aptienses. Los signos de la karstificación y del periglaciarismo cuaternario conforman el modelado de detalle de sus cumbres.

## Clima

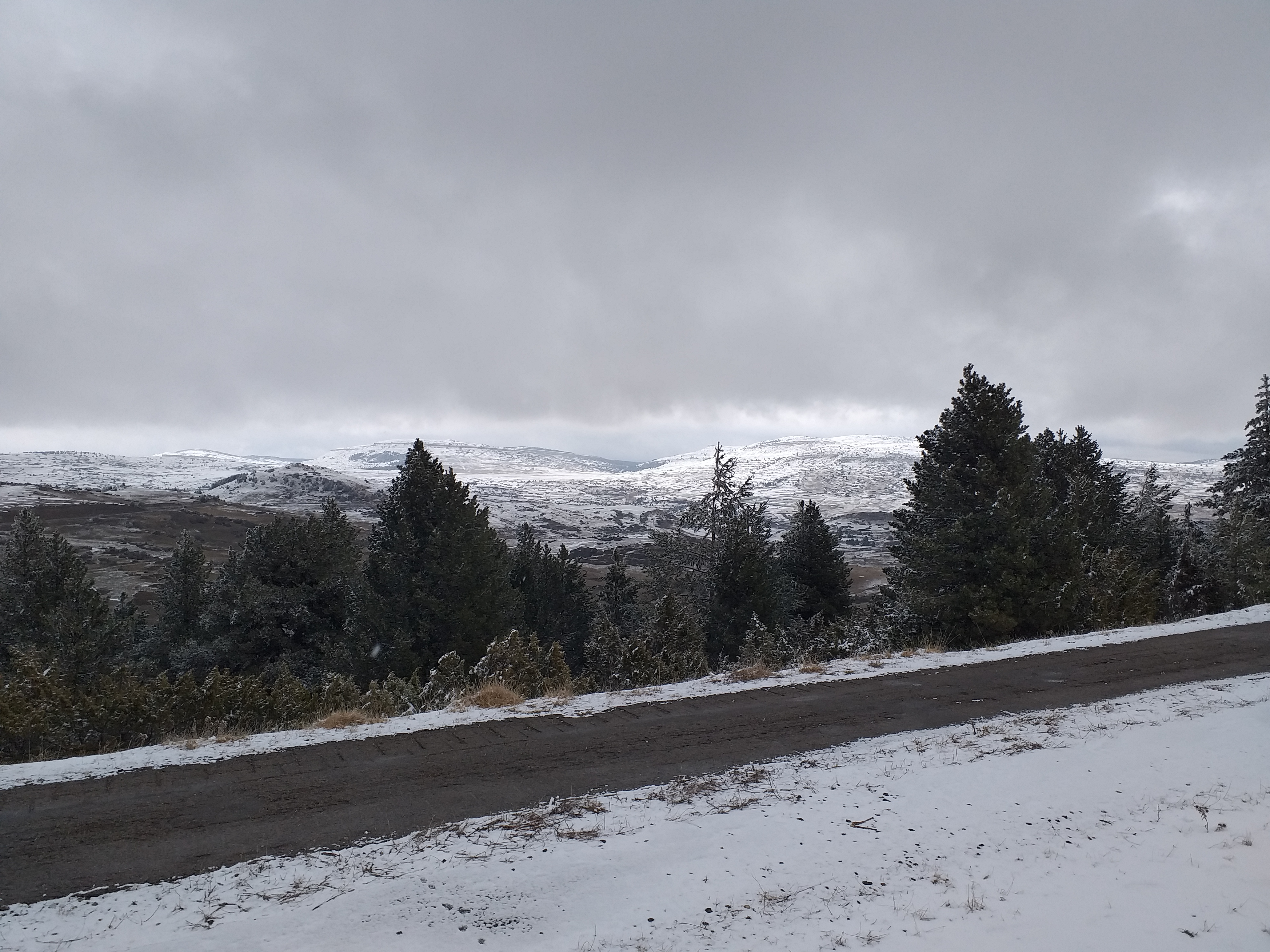
Sierra de Gúdar nevada

La sierra de Gúdar posee un clima extremo, con inviernos muy fríos y veranos suaves. Las precipitaciones, irregulares y poco abundantes, van desde los 400 y 600 mm en los valles —dependiendo de la orientación de los mismos— a los 700 mm en las zonas elevadas.

## Flora y fauna
En las laderas de la sierra, la vegetación la componen chopos, sabinas, pino negral, enebros, boj, sauces y álamos; en las cumbres más altas el pino albar y el pino negro comparten el espacio. Los pinos negros que se concentran en la zona de la estación de esquí Valdelinares son los más meridionales de la Península, y por tanto deberían ser protegidos. Se trata de una población aislada, cuyos congéneres más cercanos se encuentran en el Pirineo y la sierra Cebollera de Soria. En cuanto a la fauna, destaca la abundante presencia de rapaces —águila real, buitre leonado, búho real y lechuza campestre— y la presencia de mamíferos como jabalí, cabra montesa, corzo, zorro, gato montés, tejón «tajudos», jineta y comadreja.

## Geología

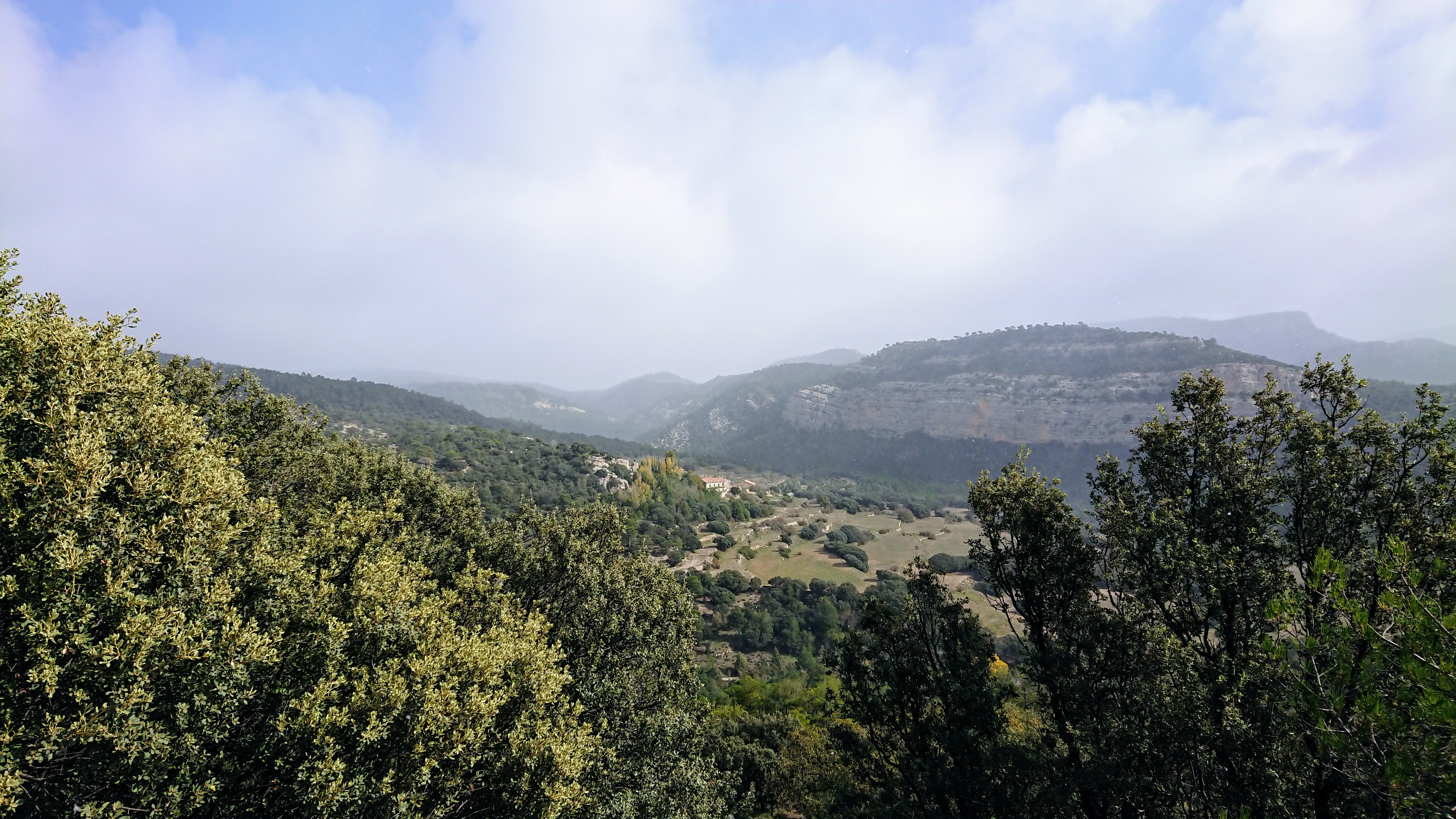
Paisaje en las proximidades de Nogueruelas

La sierra está propuesta como «Global Geosite» (Lugar de interés geológico español de relevancia internacional) por el Instituto Geológico y Minero de España por su interés estratigráfico, con la denominación «MZ004: Sierra de Gúdar»  dentro del grupo de contextos geológicos «El rifting de Pangea y las sucesiones mesozoicas de las cordilleras Bética e Ibérica».

## Legado cultural
Los diversos pueblos de la sierra muestran una variada arquitectura que incluye castillos —testimonio de su pasado como tierra fronteriza— y edificios religiosos tales como magníficas iglesias parroquiales y numerosas ermitas. Entre los edificios civiles cabe señalar las casas consistoriales —muchas de ellas con lonja o espacio cubierto en planta baja utilizado como mercado—, así como interesantes ejemplos de arquitectura palaciega con fachadas en donde aparecen escudos heráldicos. Por otra parte, destacan los muros de piedra seca de la zona de Mosqueruela. Asimismo, a la salida de los pueblos es frecuente encontrar los «peirones» o «pairones», construcciones de sillería en forma de columna que sostienen una cruz o imagen religiosa. Llama la atención la abundancia de ganado vacuno, sobre todo de raza charolesa, para la producción de carne. Estos aprovechan los abundantes prados de la sierra.

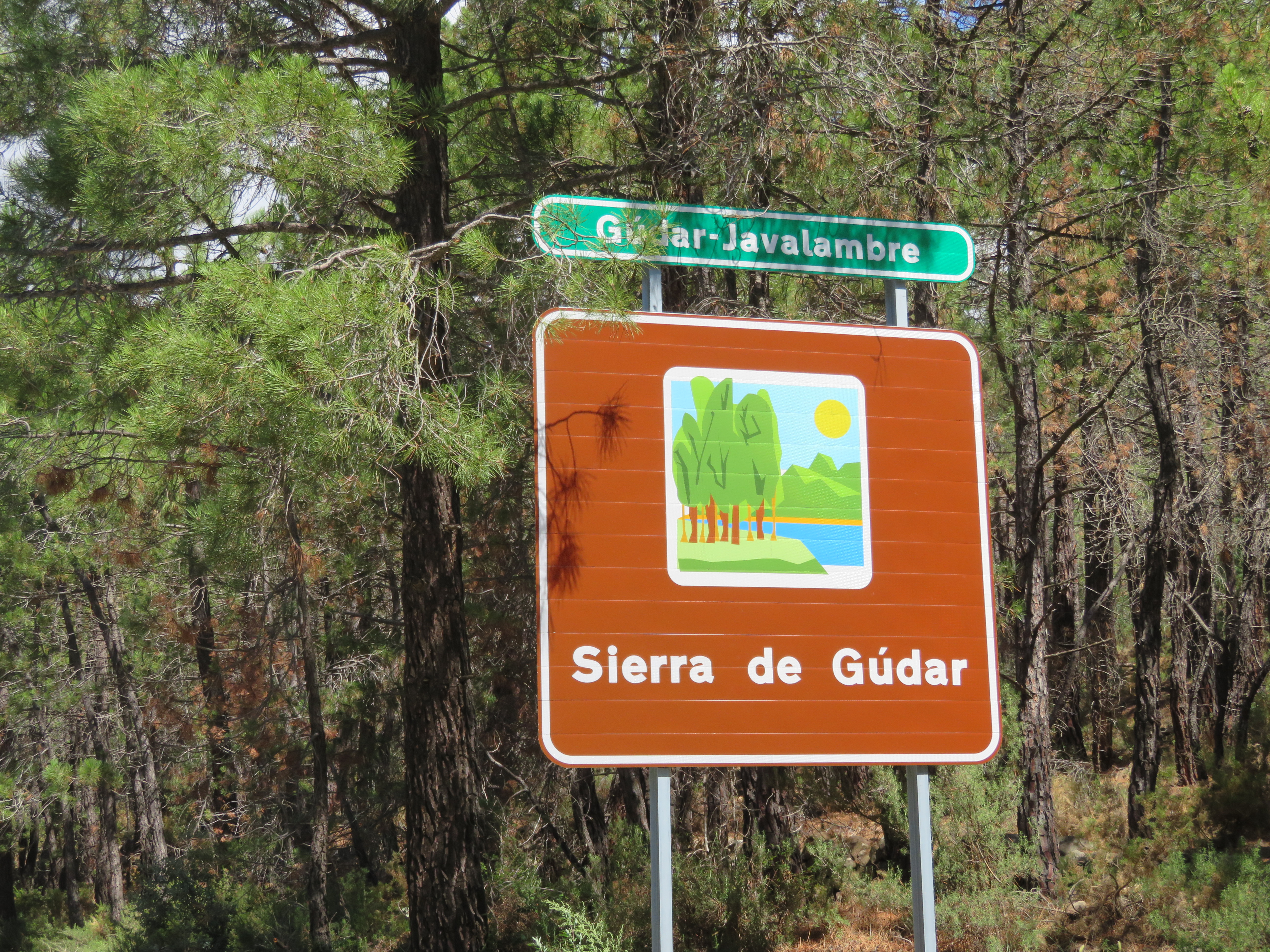
Sierra de Gúdar (Teruel, España).